# Boyneburg und Schickeberg bei Breitau
Boyneburg und Schickeberg bei Breitau ist die Bezeichnung für ein Naturschutzgebiet und ein Fauna-Flora-Habitat (FFH-Gebiet) im nordhessischen Werra-Meißner-Kreis. Die beiden Schutzgebiete haben leicht unterschiedliche Flächenzuschnitte; das FFH-Gebiet reicht um knapp 35 % über das Naturschutzgebiet hinaus. Beide Schutzgebiete sind geteilt; wobei das kleinere südlichere um den Erbberg nahezu gleichen Zuschnitt hat, im nördlichen größeren Gebiet um Schickeberg und Boyneburg jedoch das FFH-Gebiet weiter nach Osten in das Waldgebiet ausgreift.

## Geographische Lage
Das Schutzgebiet Boyneburg und Schickeberg erstreckt sich entlang der Gemeindegrenze zwischen Sontra und Ringgau nördlich der Ortschaft Breitau und liegt in den Gemarkungen von Breitau, Krauthausen, Wichmannshausen und Grandenborn.
Mit den Bergen Boyneburg (513 m), Schickeberg (500,2 m) und Erbberg (427,6 m) liegt es am nordwestlichen Rand der Ringgau-Hochebene. Naturräumlich wird das Gebiet als Teileinheit Ringgau der Haupteinheitengruppe Thüringer Becken mit Randplatten (D18) zugeordnet. Im Westen geht es in den Naturraum Fulda-Werra-Bergland mit der Teileinheit Hosbach-Sontra-Bergland über.
Die Nord-Süd-Ausdehnung beträgt knapp vier Kilometer, die Ost-West-Ausdehnung maximal drei Kilometer und die größte Südwest-Nordost-Ausdehnung knapp fünf Kilometer.

## Beschreibung

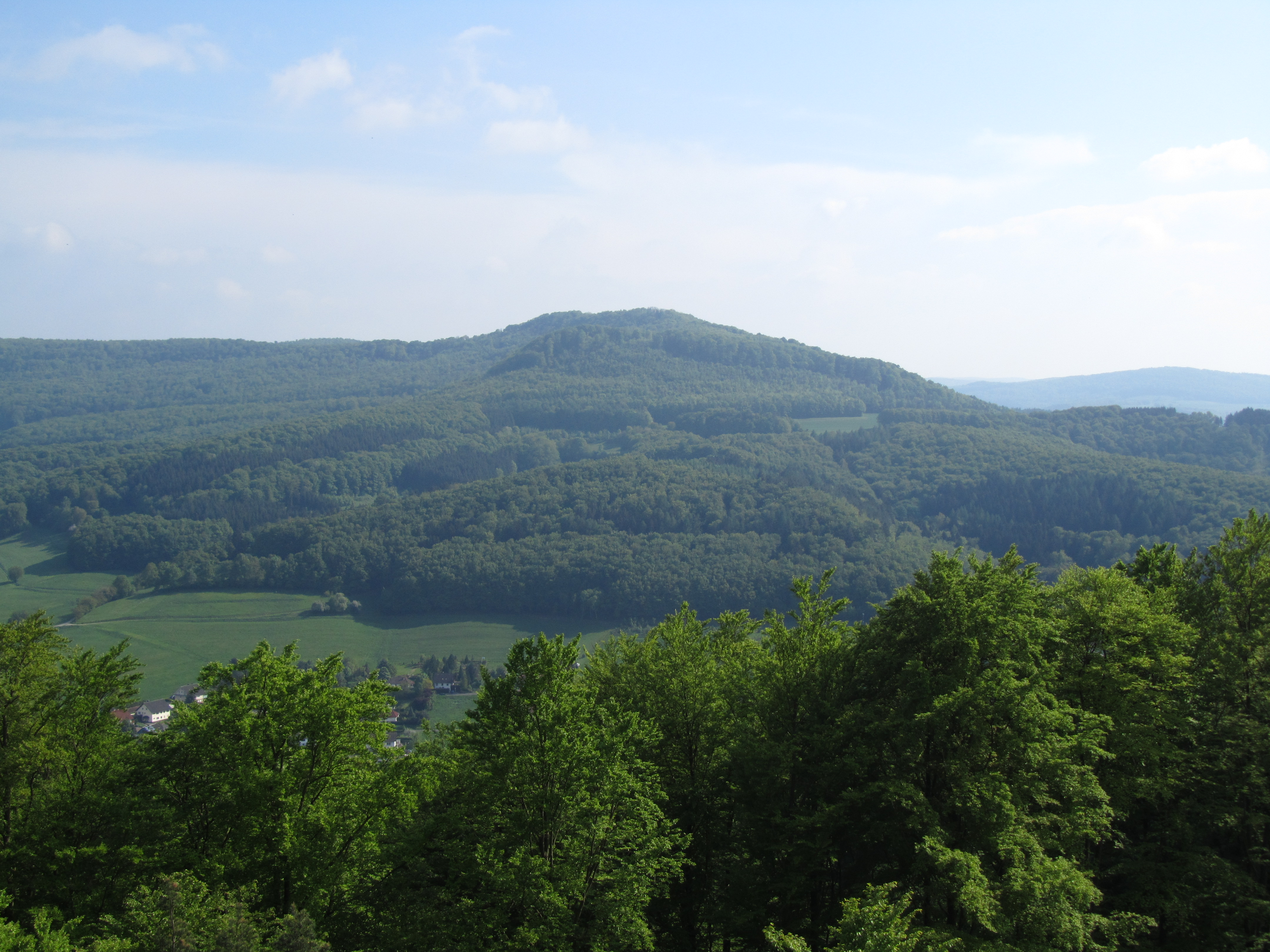
Der größere Nordteil des NSG und FFH-Gebietes – Das Waldgebiet um den Berg Boyneburg aus Richtung Norden

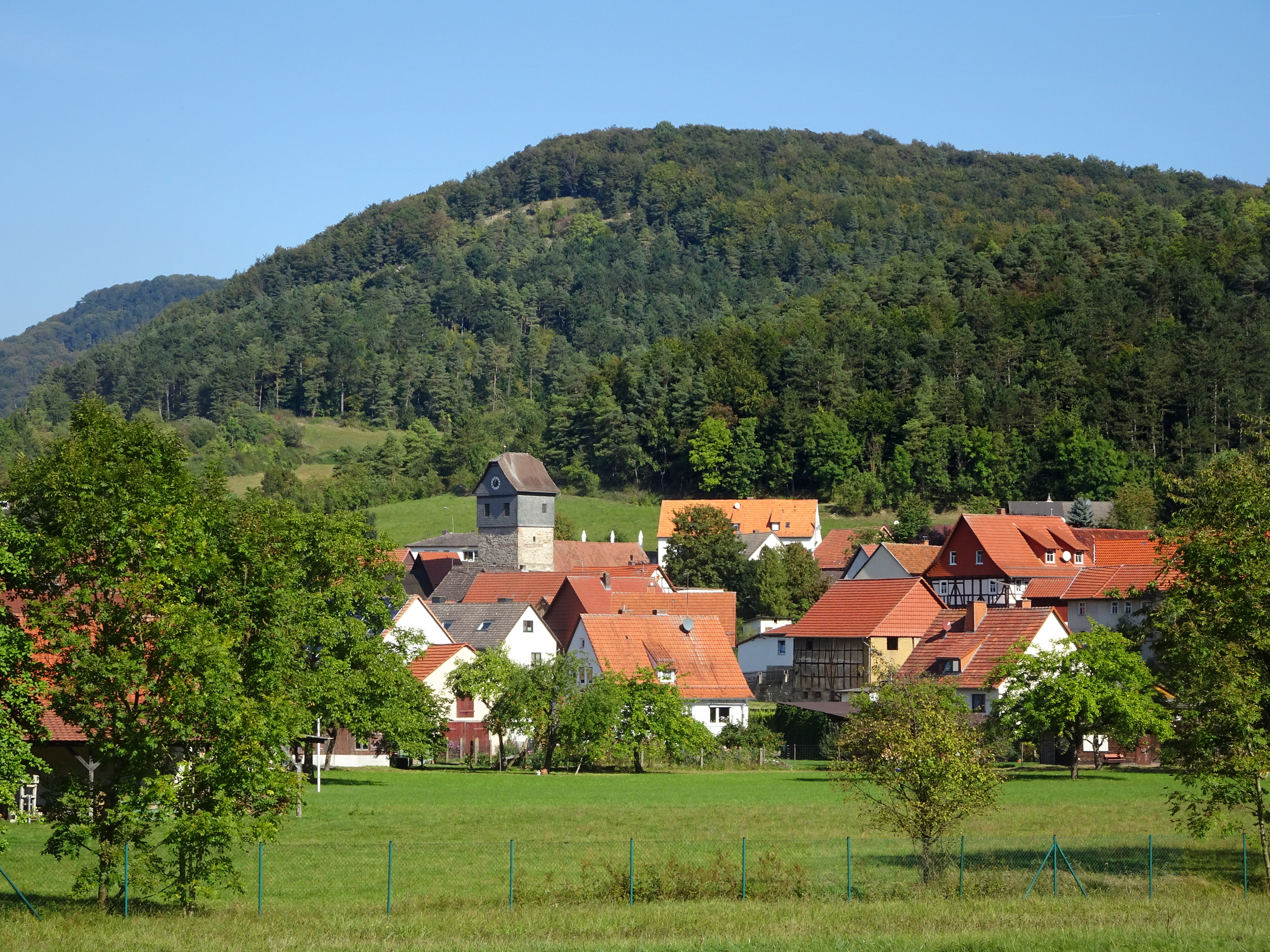
Blick auf den Erbberg, südlicher kleinerer Teil der Schutzgebiete

Teile des Gebietes sind Bestandteil dreier Schutzgebiete:
- Naturschutzgebiet ist der Bereich mit der Nummer 1636004 und einer Gesamtfläche von 211,51 ha seit Dezember 1988. Teilbereiche waren schon seit 1965 geschützt.[1] Die Kreisstraße 23 zwischen Breitau und Grandenborn teilt das Naturschutzgebiet in zwei ungleich große Teilflächen: Boyneburg und Schickeberg mit 1,93 km2 und Erbberg mit 0,19 km2. Das größere Gebiet Boyneburg und Schickeberg führt nördlich der Kreisstraße am westlichen Rand des Waldgebietes um den Schickeberg, folgt dem Waldverlauf nach Nordosten bis zum Quellgebiet des Jakobsgrabens, schließt dieses östlich umgehend aus, um nördlich oberhalb des Quellgebietes weiter durch das Waldgebiet und, östlich die Lichtung um die Boyneburg umgehend, weiter etwa 500 m nach Norden bis zur Waldgrenze zu führen. Hier folgt der Grenzverlauf in südöstlicher Richtung dem Waldsaum und dann südlich den Wald querend bis fast an die Boyneburg zurück. Die Grenze des Schutzgebietes zieht dann entlang eines Waldweges nach Südosten bis zum östlichen Waldsaum, um diesen nach Süden um den Schickeberg folgend wieder zur Kreisstraße 23 zurückzukehren. Das kleine Gebiet um den Erbberg liegt westlich um die Bergkuppe mit einem fast gleich großen südöstlichen Arm.
- In dem europäisch vernetzten Schutzgebietssystem Natura 2000 hat es als FFH-Gebiet DE-4926-350 eine Fläche von 291 ha.[2] Die Festsetzung der Gebietsgrenzen erfolgte im Gesetz- und Verordnungsblatt für das Land Hessen im Januar 2008. Im Vergleich zum Naturschutzgebiet ist das etwa 42 Hektar große ovale zusammenhängende Waldgebiet östlich der Boyneburg und südlich des Guts Harmuthshausen bis vor Röhrda noch zusätzlich Teil des FFH-Gebietes.
- Der Bergsturz am Schickeberg und der Felsabbruch der Zehn-Uhr-Klippen bilden die südliche Teilfläche des dreigeteilten und insgesamt 464 Hektar großen EU-Vogelschutzgebietes DE-4726-401 Felsklippen im Werra-Meißner-Kreis (dieses umfasst darüber hinaus auch Teile der Naturschutzgebiete Hessische Schweiz bei Meinhard und Plesse-Konstein). Schutzgrund sind die natürlichen, gehölzfreien Kalkfelsklippen als Brutplätze des Uhus und des Wanderfalken.[3]

Das Gebiet wurde 2016 Teil des Naturparks Meißner-Kaufunger Wald, der 2017 in Geo-Naturpark Frau-Holle-Land (Werratal.Meißner.Kaufunger Wald) umbenannt wurde.

## Geologische Bedeutung

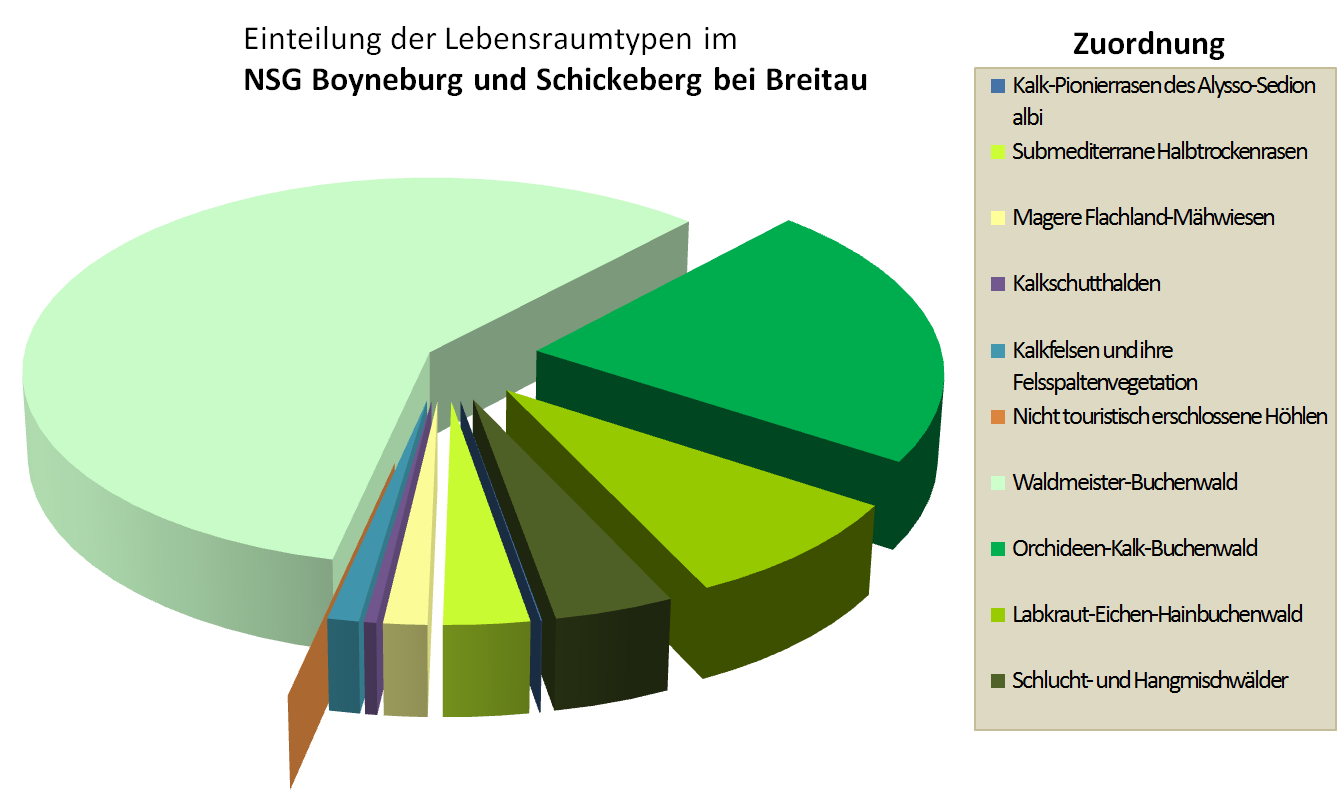
Verteilung der Lebensraumtypen im NSG-Bereich

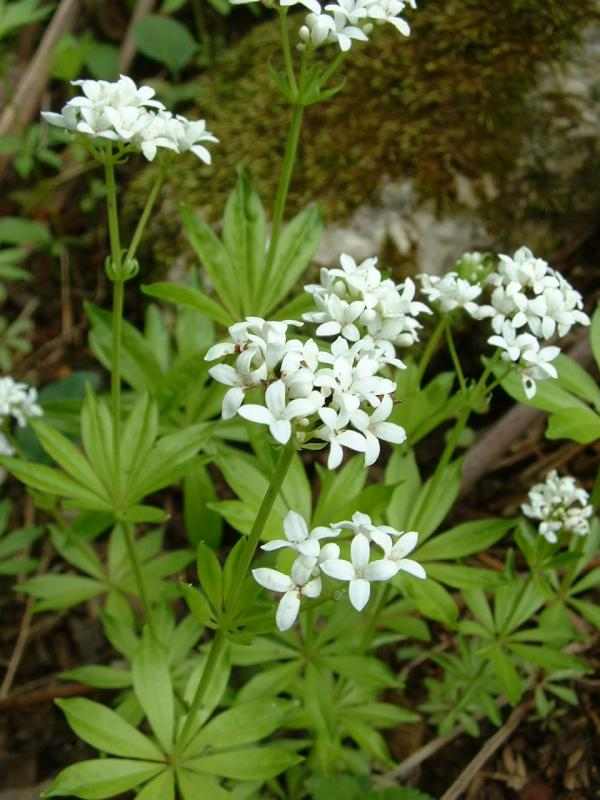
Waldmeister

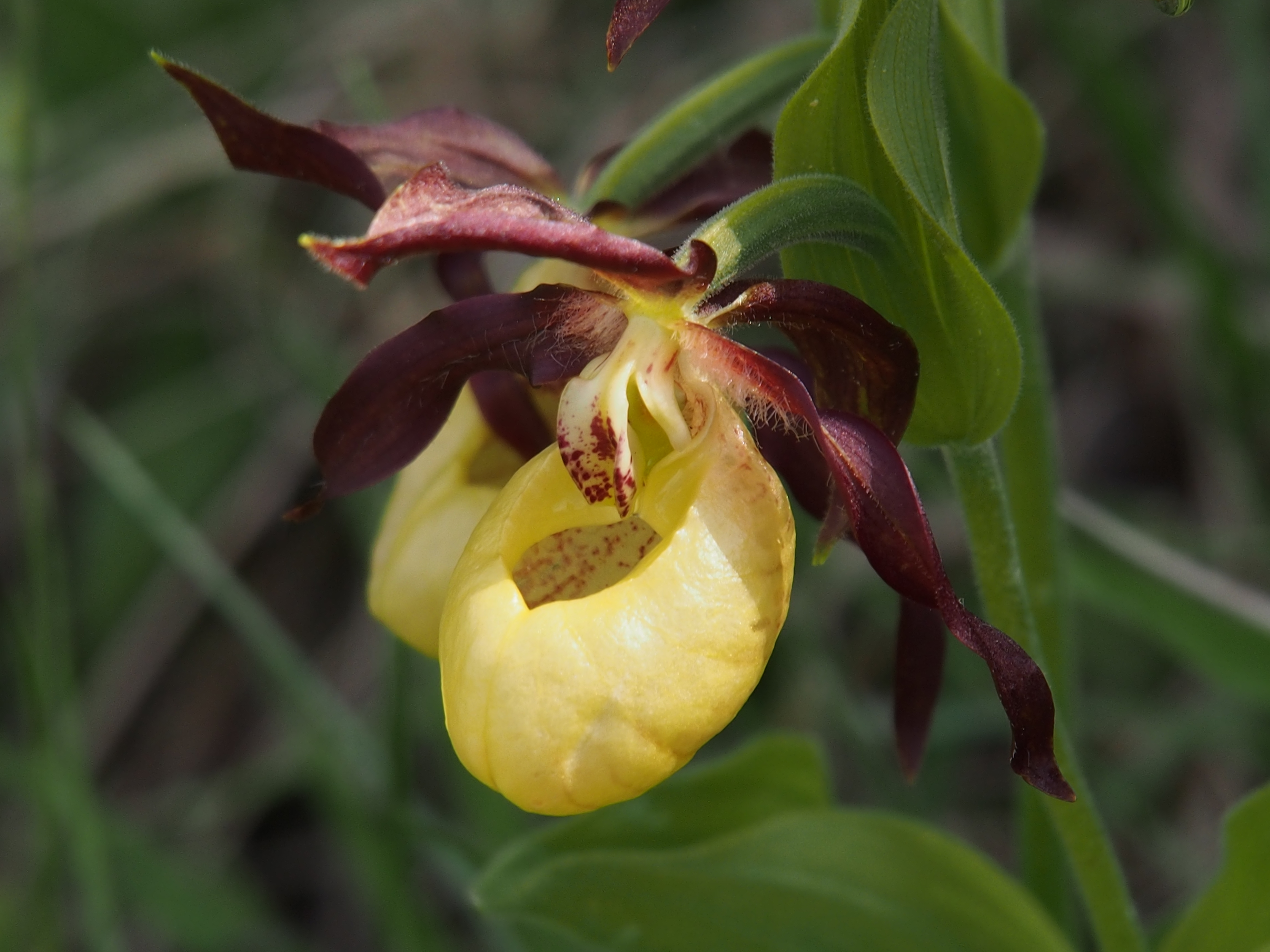
Frauenschuh

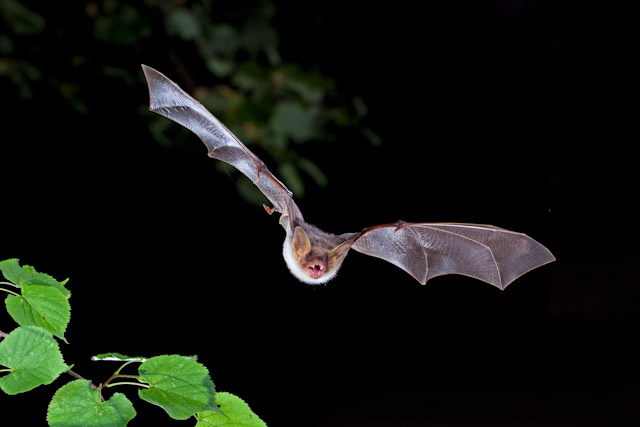
Das Große Mausohr

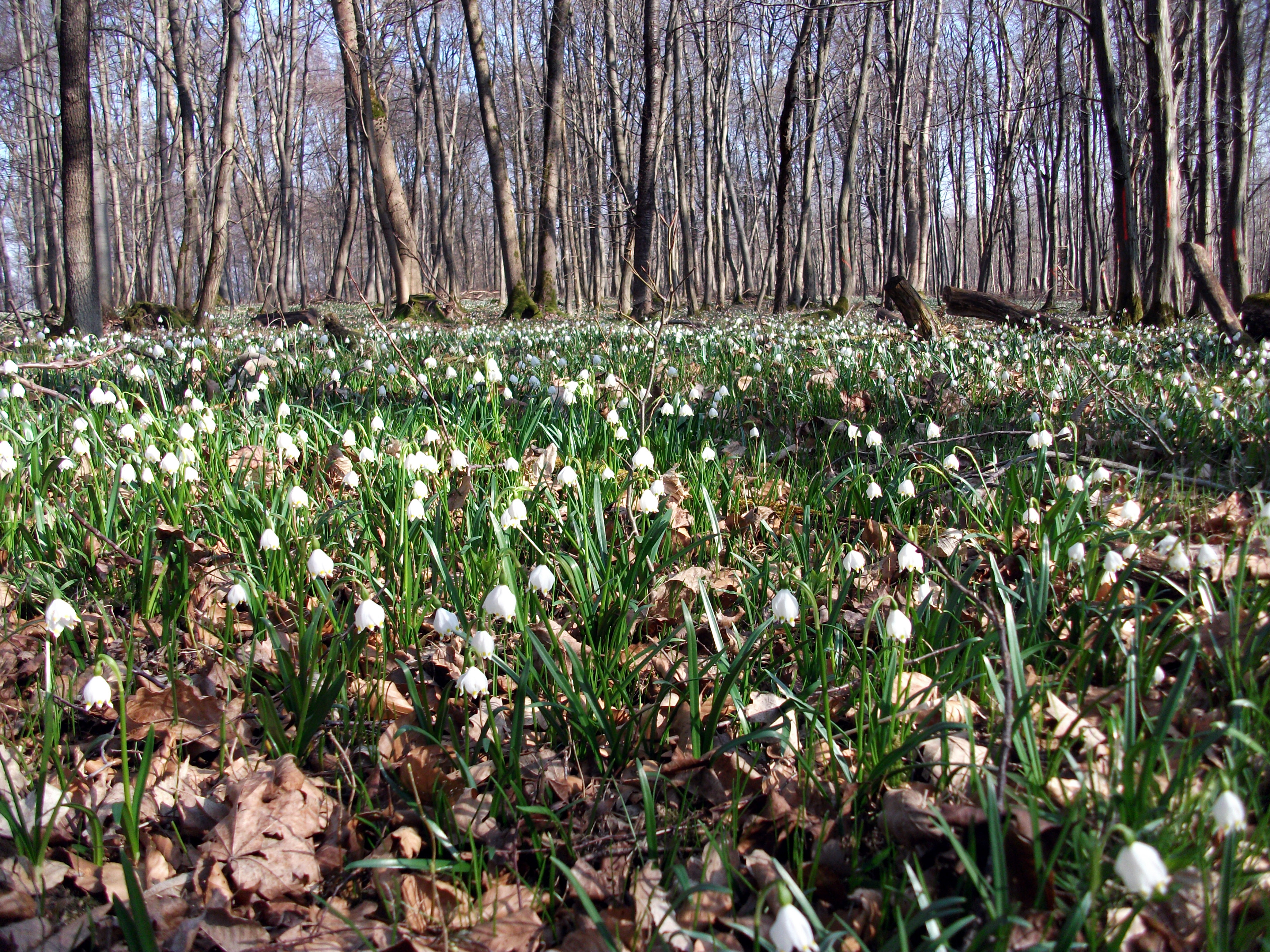
Märzenbecherwiese

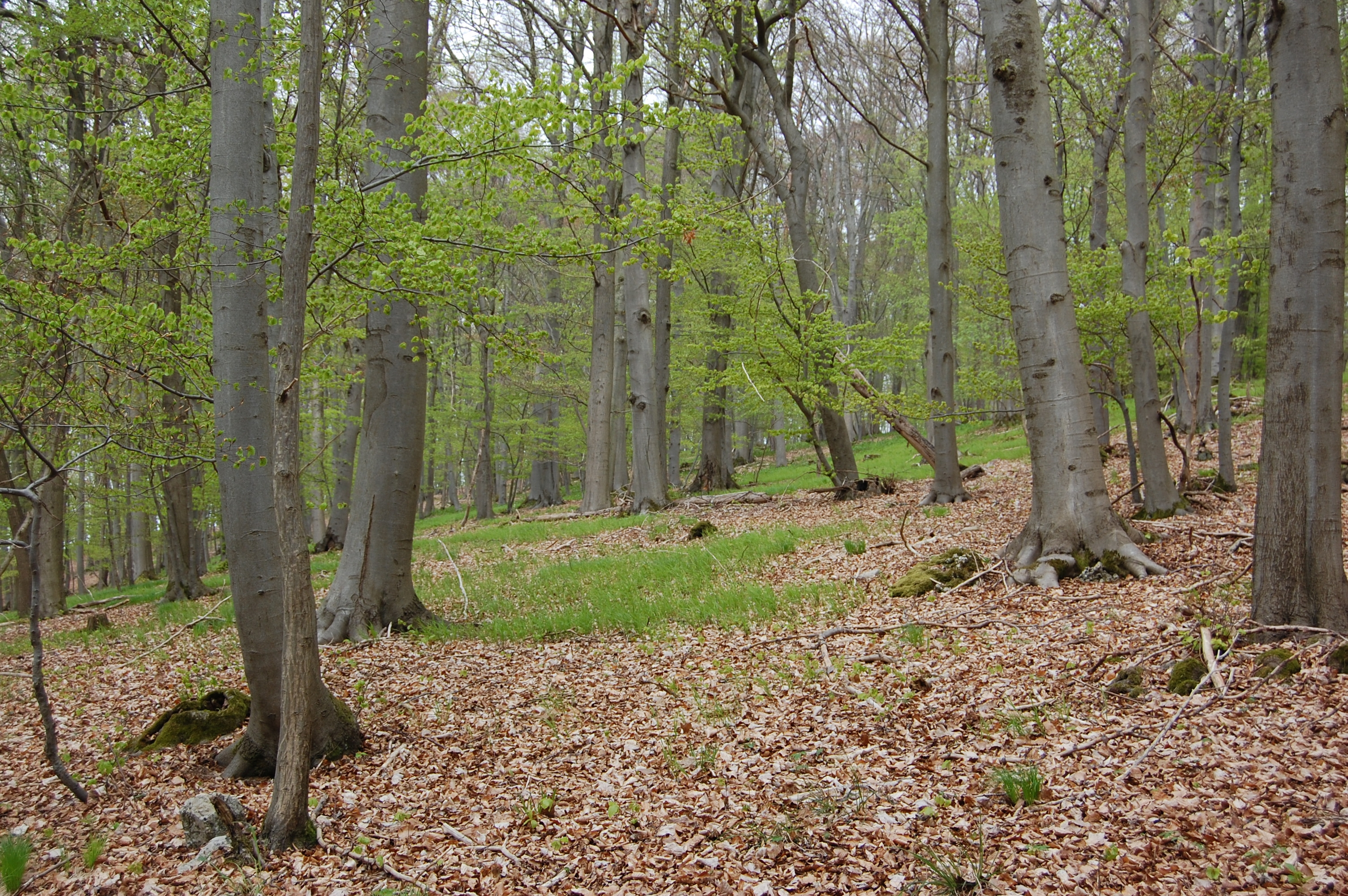
Kalkbuchenwald am Erbberg

Das FFH-Gebiet liegt in geologischen Schichten des Unteren Muschelkalks und im Mergel des oberen Buntsandsteins.
Die offenen Bergabstürze und Felsformationen werden als geologisch sehr bedeutsam erachtet (der letzte Bergsturz ereignete sich erst 1956). Besonders die Kalkfelsabbrüche gelten als geologische Rarität. Solche durch Muschelkalk-Bergstürze entstandene Felshänge kommen in Deutschland nirgends so häufig vor wie am Westrand des Thüringer Beckens. Sie entstehen, weil der harte untere Muschelkalk von weichem, leicht verwitterbaren Tonstein des Röt unterlagert ist und diesen zunächst gegen die Abtragung schützt, bis das überlagernde Gestein schließlich an einer Bruchspalte aufreißt und der äußere Teil als Scholle auf dem Röt-Ton hangabwärts gleitet, eine Felswand zurücklassend. Das Gebiet Boyneburg und Schickeberg mit den nördlicheren Naturschutzgebieten Hessische Schweiz bei Meinhard und Kalkklippen südlich des Iberges gilt als das größte aktive Bergrutschgebiet Hessens.

## Lebensraumtypen und Arten
2004 haben Wissenschaftler im Auftrag der Oberen Naturschutzbehörde des Regierungspräsidiums Kassel im Rahmen der Berichtspflicht zur Umsetzung der EU-FFH-Richtlinie die vier in dem großflächigen Laubwaldgebiet vorkommenden Lebensraumtypen (LRT) untersucht:
- Waldmeister-Buchenwald,
- Orchideen-Kalk-Buchenwald,
- Labkraut-Eichen-Hainbuchenwald und
- Schlucht- und Hangmischwälder.

Im Ergebnis gelten alle aufgeführten Waldtypen als sehr natürlich und strukturreich. Sie bieten Lebensraum für viele selten gewordene Pflanzen und Tiere. Besonders die Teile des Waldes in den schwer zugänglichen Bereichen der oft extrem steilen Hänge werden von den Wissenschaftlern als überregional bedeutsam eingestuft. Weil diese Flächen kaum zu bewirtschaften sind, hat sich teilweise ein urwaldnaher Zustand mit einer reichhaltigen Vegetation gebildet. Außergewöhnlichen Rang hat ein hessenweit bedeutendes Eibenvorkommen auf natürlichen Standorten. In dem Maßnahmenplan gibt es den Hinweis auf jeweils vier Höhlen im Norden (ursprüngliches NSG) und Nordosten (FFH-Erweiterung) des Schutzgebietes, die von Fledermäusen als Winterquartier genutzt werden.
Im Ergebnis werden folgende Naturmerkmale aufgeführt, die die Schutzwürdigkeit des FFH-Gebietes bedingen:
- Vorkommen an ausgedehnten Kalk- bzw. Halb-Trockenrasen in verschiedenen Verbuschungsstadien. Beim Landesmonitoring wurde 2010 auch der in Hessen seltene Thymian-Ameisenbläuling als Art nach Anhang IV der FFH-Richtlinie nachgewiesen. Der Zustand der Population wird jedoch als schlecht (C) eingeschätzt. Als Grund wird im FFH-Bereich die zu starke Verbuschung mit Wacholder bzw. die schon erfolgte Bewaldung der Kalkmagerrasen angesehen. Die Thymian-Bestände sind gering; Funde von Präimaginalstadien fehlen.[9]
- Magere Flachland-Mähwiesen unterhalb der Waldzonen mit Streuobstbeständen und Vorkommen des Wiesen-Fuchsschwanzes und des Großen Wiesenknopfes[10]
- Kalkschutthalden der kollinen bis zur montanen Höhenstufe
- Die Kalkfelsen mit Felsspaltenvegetation gelten als Charakter-Lebensräume des FFH-Gebietes. Schützenswert sind dabei die Moos- und Flechtengesellschaften in Verbindung mit der Felsspaltenvegetation in diesem Teil des Schutzgebietes.
- Schlucht- und Hangmischwälder, die vom Raufußkauz als wertbestimmende Art besiedelt sind.[5]
- Nicht touristisch erschlossene Höhlen, die im Norden und Nordosten des Schutzgebietes liegen und von Fledermäusen als Winterquartier genutzt werden. Alle Höhlen sind Abrissklufthöhlen des Unteren Muschelkalk, dabei handelt es sich um Spaltenbildungen, die sich durch teilweise Rutschung von Kalkschollen im Bereich der Abrisshänge gebildet haben.[3] Die fünf kleineren Höhlen erreichen nur eine Länge von je knapp unter oder über zehn Metern Höhe oder Länge, zwei weitere sind 15 bzw. 25 Metern lang, nur die Wendeltreppenkluft-Höhle erreicht eine Länge von bis zu 120 Metern und hat eine Fläche von 180 m2. Nur in der größeren Höhle wurde eine gewisse Anzahl weiterer höhlenbewohnender Arten, neben den Fledermäusen, festgestellt, darunter die Große Höhlenspinne, Spinne des Jahres 2012.[8]
- Labkraut-Eichen-Hainbuchen-Wälder, in denen seltene Baumarten wie Elsbeere und Winterlinde vorhanden sind.[5]
- Waldmeister-Buchenwälder und Orchideen-Kalk-Buchenwälder mit stabilen größeren Vorkommen von Leberblümchen und Märzenbecher;[6] die Buchenwaldvaritäten nehmen zusammen knapp zwei Drittel der FFH-Fläche ein und prägen das Schutzgebiet. Dort sind eine Vielzahl von Vogelarten und der Orchideenreichtum prägend.[5]
- Basenreiche bzw. Kalk-Pionierrasen, lückige basophile oder Kalk-Pionierrasen, pflanzensoziologisch als Verband Alysso-Sedion albi bezeichnet, die sich in gutem Zustand befinden, einen guten Bestand von Flechtengesellschaften aufweisen und in der Roten Liste des Landes Hessen verzeichnet sind[5]

Neben diesen wertgebenden Lebensraumtypen, die Grund für die Ausweisung des Natura-2000-Gebiets waren, umfasst das Schutzgebiet weitere Biotoptypen. So kommen eingesprengt aufgelichtete Kiefernforste vor. An Auflichtungen im Wald und oberhalb der Kalkklippen wachsen Blaugras-Rasen mit Vorkommen der Alpen-Distel.
Im Gebiet sind Vorkommen des Luchses und des Großen Mausohrs angezeigt sowie kleine Vorkommen des Gelben Frauenschuhs, der einzigen in Deutschland natürlich vorkommenden Art der Unterfamilie Cypripedioideae der Orchideen, nachgewiesen, die nach der FFH-Richtlinie (Anhang II) unter strengem Schutz steht. Da die Vorkommen des Frauenschuhs in Hessen insgesamt ungünstig und in schlechtem Zustand sind, kommt ihrem Schutz eine besondere Bedeutung zu. Weitere, seltene und bedeutsame Pflanzenarten im Gebiet sind etwa Blasses Knabenkraut und Purpur-Knabenkraut (insgesamt allein 19 Orchideenarten), Wolfs-Eisenhut, Wald-Geißbart, Traubige Graslilie. Zur Tagfalter-Fauna zählen Kleiner Eisvogel, Großer Schillerfalter und Großer Perlmuttfalter.
Die außerhalb der Schutzfläche um das Gut Boyneburgk lebende Population von Geburtshelferkröten könnte das FFH-Gebiet zum Rückzug nutzen, ist bis jetzt jedoch nicht innerhalb des Schutzgebietes nachgewiesen. Die Zauneidechse konnte in drei Teilgebieten gefunden werden.
Beeindruckende Elemente des Gebietes sind auch die zahlreichen Felsformationen mit ihrer Spaltenvegetation. Dort sind viele Flechten und Moose zu finden, die ebenfalls als gefährdet gelten. Von besonderer Bedeutung für den Vogelschutz sind die durch bergrutschartige Bewegungen entstandenen Muschelkalkfelshänge. An dem mächtigen Felsabbruch der Zehn-Uhr-Klippen und auch an kleineren Felswänden gibt es Horststandorte von Wanderfalke und Uhu.

## Ehemalige Besiedlungen
Höchster Punkt des Schutzgebietes ist das nahezu mittig im nördlicheren größeren Teil gelegene 513 m hohe Muschelkalkplateau mit der gleichnamigen Boyneburg. Diese ist eine denkmalgeschützte Burgruine aus dem ausgehenden Frühmittelalter. Der nach Funden schon im ausgehenden Neolithikum bis zu Eisenzeit besiedelte Burgberg und spätere keltische Fliehburg war im Mittelalter zunächst im Besitz der Grafen von Northeim und deren Erben, die mit Siegfried IV. von Boyneburg ausstarben. Im 12. Jahrhundert diente sie als zentraler Platz zur Kontrolle der Reichsgüter zwischen Harz und Wetterau und als Hof- und Reichstag, sie wurde mehrfach von Kaiser Barbarossa aufgesucht. Reichsburg und Zankapfel zwischen Hessen und Thüringen, war die Burg später hessischer Besitz und Namensgeber des Reichsministerialien-Geschlechts derer von Boyneburg. Schon ab dem 15. Jahrhundert nicht mehr dauerhaft bewohnt, wurde sie durch die Wirren des Dreißigjährigen Krieges zur Ruine. Die hochmittelalterliche Burgruine liegt am Nordrand des Plateaus der älteren Fliehburg und war durch einen Halsgraben geschützt. Das Gelände der Fliehburg ist bis heute waldfrei und bildet eine Lichtung im Buchenwald. Das Gelände, als ehemaliger Turnierplatz gedeutet, wird von den angrenzenden Orten gelegentlich als Festwiese genutzt. Es wurde bei der Ausweisung des Schutzgebiets deshalb ausgespart.
Westlich des Schickebergs und südlich des Jakobsgrabens (Beginn des Baumtales in Richtung Krauthausen) liegt die Wüstung Schickenberg, ein abgegangenes Dorf, das 1345 urkundlich genannt (ein Beleg von 1141 kann nicht zweifelsfrei zugeordnet werden) und schon Mitte des 15. Jahrhunderts als Wüstung bezeichnet wurde. Die Spuren verloren sich im 16. Jahrhundert. Heute sind noch Grundmauerreste der Kirche aufzufinden. Vier landesherrliche Höfe im Dorf wurden erwähnt. Im umliegenden Gelände gefundene Keramikreste werden auf die Zeit vom 10./11. bis 13./14. Jahrhundert datiert und scheinen die Besiedlung gut abzubilden. Erstaunlich ist der hohe Anteil an thüringischer Keramik, die eine Besiedlung aus dem östlich gelegenen Thüringen nahelegt.
Am südwestlichen Rand zwischen den beiden Teilen des Schutzgebietes und etwa 1,5 km nördlich von Breitau lag die schon 993 durch eine Schenkung des römisch-deutschen Königs Otto III. urkundlich belegte Siedlung und um 1330 abgegangene Wüstung Gangesthal.
Östlich des südlichen Teils des NSG am südöstlichen Hang des Erbberges in der Grandenborner Aue liegt die Wüstung Beierod („Beyenrodt, Boimerod“), der Ort wurde aber schon um 1590 urkundlich nur noch als zwischen Breitau und Grandenborn geteilte Waldflur genannt.

## Touristische Erschließung
Mit mehreren teils steilen An- und Abstiegen führt der Premiumwanderweg P13 mit 17 km als Rundweg durch das Schutzgebiet. Er startet östlich des Schutzgebietes in Ringgau-Grandenborn. Höhepunkt der Tour ist die Boyneburg. Der tiefste Punkt liegt mit 338 m an der Kreisstraße. Nur wenige Meter östlich des südlichen Wendepunktes des Wanderweges befindet sich die schon außerhalb des Schutzgebietes liegende, 1359 letztmals als bewohnt nachgewiesene Wüstung Hochhausen.
Der Fernwanderweg Barbarossaweg mit der Wegzeichenmarkierung „X8“ führt von Sontra-Wichmannshausen durch das Schutzgebiet über die Höhen der Boyneburg nach Ringgau-Röhrda. Der etwa 326 km lange Fernwanderweg passiert bei der Wanderung in 15 Tagesetappen von Korbach im hessischen Landkreis Waldeck-Frankenberg nach Tilleda im Kyffhäusergebirge im Landkreis Mansfeld-Südharz in Sachsen-Anhalt etwa zur Halbzeit mit der achten Tagesetappe den nördlichen Teil des Naturschutzgebietes.